# Чиганари (Красноармійський район)
Чигана́ри (рос. Чиганары, чув. Чаканар) — присілок у складі Красноармійського району Чувашії, Росія. Входить до складу Красноармійського сільського поселення.
Населення — 55 осіб (2010; 65 у 2002).
Національний склад:
- чуваші — 100 %